# Ranau (jezik)
Ranau dijalekt (ISO 639-3: rae; povučen i uklopljen u [ljp] lampung api), dijalekt jezika lampung api [ljp] kojim govori oko 60 000 ljudi iz plemena Ranau (1989) u distriktu Baturaja, regencija Ogan Komering Ulu u Indoneziji. Ranau je donedavno imao status jezika čiji je identifikator [rae] povučen iz upoterebe 2008. godine.
Leksički je najbliži dijalektu krui (84%), koji je također donedavno imao status posebnog jezika. Ranau dijalekt ne smije se brkati s istoimenim dijalektom ranau centralnodusunskog jezika [dtp] koji pripada dusunskoj skupini a govori se u Sabahu u Maleziji.
Pleme Ranau možda je porijeklom od Komeringa.

## Vanjske poveznice
- Ethnologue (14th)